# Randa Mahmud
Randa Mahmud (20 de agosto de 1987) es una deportista egipcia que compitió en levantamiento de potencia adaptado. Ganó tres medallas en los Juegos Paralímpicos de Verano entre los años 2008 y 2016.

## Palmarés internacional
| Juegos Paralímpicos | Juegos Paralímpicos     | Juegos Paralímpicos | Juegos Paralímpicos |
| Año                 | Lugar                   | Medalla             | Categoría           |
| ------------------- | ----------------------- | ------------------- | ------------------- |
| 2008                | Pekín (China)           | Medalla de plata    | –75 kg              |
| 2012                | Londres (Reino Unido)   | Medalla de plata    | –82,5 kg            |
| 2016                | Río de Janeiro (Brasil) | Medalla de oro      | –86 kg              |